# Hirehalli, Arkalgud
Hirehalli là một làng thuộc tehsil Arkalgud, huyện Hassan, bang Karnataka, Ấn Độ.